# (37885) 1998 FG56
1998 FG56 (asteroide 37885) é um asteroide da cintura principal. Possui uma excentricidade de 0.20140880 e uma inclinação de 7.79041º.
Este asteroide foi descoberto no dia 20 de março de 1998 por LINEAR em Socorro.